# ویلهلم یوهانسن
ویلهلم یوهانسن (انگلیسی: Wilhelm Johannsen؛ زاده ۳ فوریه ۱۸۵۷ – درگذشته ۱۱ نوامبر ۱۹۲۷) داروساز، گیاه‌شناس، فیزیولوژیست گیاهی و دانشمند در زمینه ژنتیک اهل دانمارک بود. او بیشتر به خاطر ابداع واژه‌های ژن، فنوتیپ و ژنوتیپ و آزمایش‌های «خط خالص» در ژنتیک در سال ۱۹۰۳ شناخته شده‌است.